# وولپروده
وولپروده (به آلمانی: Wülperode) یک منطقهٔ مسکونی در آلمان است که در اویترویک واقع شده‌است.
 وولپروده  ۵۴۹ نفر جمعیت دارد.